# Воин пустыни
«Воин пустыни» (англ. Desert Warrior) — будущий художественный фильм режиссёра Руперта Уайатта. В главных ролях снялись Энтони Маки, Бен Кингсли и Аийша Харт.

## Сюжет
Сюжет фильма разворачивается в начале VII века, когда Аравия состояла из соперничающих, враждующих племён, разобщённых и постоянно враждующих друг с другом. Император Кисра имеет страшную репутацию абсолютно безжалостного человека. Но когда арабская принцесса Хинд отказывается стать наложницей Кисры, начинается эпическое противостояние. Она, вместе со своим отцом Нуманом, вынуждена положиться на воина с таинственным прошлым, чтобы объединить разрозненные племена.

## В ролях
- Энтони Маки— Ханзала
- Бен Кингсли — император Кисра
- Аийша Харт — Хинд
- Шарлто Копли— Джалабзин
- Сами Буажила— Хани
- Лами Аммар— Сафия'
- Геза Рёриг— Аль Хамерз
- Гассан Масуд — царь Нуман

## Производство
Режиссёром фильма выступит Руперт Уайатт, по сценарию, написанному им совместно с Эрикой Бини, Дэвидом Селфом и Гэри Россом. Джереми Болт из компании JB Pictures выступит продюсером фильма. В актёрский состав вошли Энтони Маки, Бен Кингсли Аийша Харт Шарлто Копли, Сами Буажила, Лами Аммар, Геза Рёриг и Гассан Масуд.
Съёмки фильма начались в Саудовской Аравии в Неоме и Табуке.